# Ágios Pávlos, Cypern
Ágios Pávlos är en ort i Cypern.   Den ligger i distriktet Eparchía Lemesoú, i den centrala delen av landet, 50 km sydväst om huvudstaden Nicosia. Ágios Pávlos ligger 654 meter över havet och antalet invånare är 157. Den ligger på ön Cypern.
Terrängen runt Ágios Pávlos är lite bergig, och sluttar söderut. Trakten runt Ágios Pávlos är ganska glesbefolkad, med 23 invånare per kvadratkilometer. Närmaste större samhälle är Limassol, 20,0 km söder om Ágios Pávlos. 
Medelhavsklimat råder i trakten. Årsmedeltemperaturen i trakten är 19 °C. Den varmaste månaden är juli, då medeltemperaturen är 31 °C, och den kallaste är januari, med 8 °C. Genomsnittlig årsnederbörd är 510 millimeter. Den regnigaste månaden är december, med i genomsnitt 112 mm nederbörd, och den torraste är augusti, med 1 mm nederbörd.